# ليليان نغويي
ليليان ماسيديبا ماتاباني نغويي، مما نغويي (25 سبتمبر 1911 - 13 مارس 1980)، هي ناشطة جنوب أفريقية مناهضة للفصل العنصري. كانت أول امرأة تُنتخب في اللجنة التنفيذية للمؤتمر الوطني الأفريقي، وساعدت في إطلاق اتحاد نساء جنوب إفريقيا.
قبل أن تصبح ميكانيكية في مصنع نسيج، حيث كانت تعمل من عام 1945 إلى عام 1956، سجلت نغويي لتصبح ممرضة.

## نشأتها
ولدت نغويي في شارع بلويد ببريتوريا. كانت الابنة الوحيدة لآني وإيزاك ماتاباني، وأخت لثلاثة أشقاء، لورانس وجورج وبيرسي. كان جدها، من جانب والدتها، يوهانس مفاليلي، عضوًا في الأسرة الملكية مفاهليلي، الذي أصبح مبشرًا ميثوديًا، يعمل جنبًا إلى جنب مع صامويل ماثاباثي. عملت والدة نغويي غاسلة ملابس بالأجرة وكان والدها عامل مناجم. التحقت نغويي بمدرسة كيلنرتون الابتدائية حتى المستوى الثاني.
في عام 1928، انتقلت إلى جوهانسبرج للتدريب كممرضة في مستشفى سيتي ديب ماين. هناك، تزوجت من سائق شاحنة، جون جيرارد نغويي، في عام 1934. أنجبا ابنة، إديث نغويي. توفي زوجها في حادث سيارة عام 1937.

## النشاط السياسي
انضمت إلى رابطة النساء في حزب المؤتمر الوطني الأفريقي عام 1952؛ كانت في تلك المرحلة أرملة لديها طفلان وأم مسنة تعولهم، وعملت كخياطة. بعد عام انتُخابها لمنصب رئيسة رابطة النساء. في 9 أغسطس 1956، قادت نغويي مسيرة نسائية مع هيلين جوزيف، ورحيمة موسى، وصوفيا دي بروين، وموتليبولا تشاباكو، وبيرثا جكسوا، وألبرتينا سيسولو، من 20 ألف امرأة إلى مباني الاتحاد في بريتوريا احتجاجًا على حكومة الفصل العنصري التي تطلب من النساء حمل دفاتر الحسابات كجزء من قوانين المرور.
كانت ليليان نغويي أيضًا شخصية عبر وطنية أدركت التأثير المحتمل للدعم الدولي على النضال ضد الفصل العنصري وتحرير النساء السود. مع وضع هذا في الاعتبار، شرعت في رحلة جريئة (وغير قانونية أبدًا) إلى لوزان في سويسرا، عام 1955 للمشاركة في المؤتمر العالمي للأمهات الذي عقده الاتحاد النسائي الديمقراطي الدولي. برفقة زميلتها الناشطة دورا تامانا، وبصفتها مندوبة رسمية للاتحاد الجنوب الإفريقي للنساء، شرعت في رحلة من شأنها أن تشهد محاولة للتخفي على متن قارب يغادر كيب تاون تحت أسماء أشخاص بيض، وتحدت (بمساعدة طيار متعاطف) بالجلوس منفصلة على متن طائرة متجهة إلى لندن والدخول إلى بريطانيا بحجة إكمال دراستها في دراسات الكتاب المقدس. زارت إنجلترا وألمانيا وسويسرا ورومانيا والصين وروسيا والتقت بالقيادات النسائية التي غالبًا ما انخرطت في السياسة اليسارية، قبل أن تعود إلى جنوب إفريقيا وهي امرأة مطلوبة.
عُرفت نغويي بأنها متكلمة قوية وألهمت بصورة قوية العديد من زميلاتها في حزب المؤتمر الوطني الأفريقي. ألقي القبض عليها عام 1956، وقضت 71 يومًا في الحبس الانفرادي، ووضعت لمدة 15 عامًا تحت الحظر والقيود الشديدة التي أدت إلى حبسها في منزلها في أورلاندو، سويتو.